# Nihon Kōkūki Seizō
Nihon Kōkūki Seizō (jap. 日本航空機製造株式会社, -kabushiki-gaisha, engl. Nihon Aircraft Manufacturing Corporation, kurz NAMC) war ein japanischer Flugzeughersteller, dessen einziges Produkt das erste vollständig in Japan entwickelte Passagierflugzeug, die NAMC YS-11, war.

## Geschichte

### Vorgeschichte
Nachdem das Japanische Kaiserreich im September 1945 kapituliert und die Bedingungen der Potsdamer Erklärung angenommen hatte, war es dem von den Alliierten besetzten Japan untersagt, im Flugzeugbau sowie in anderen Bereichen der Luftfahrt tätig zu sein, um dessen Wiederbewaffnung zu verhindern. Erst mit dem Inkrafttreten des Friedensvertrags von San Francisco im April 1952 wurde dieses Verbot aufgehoben, nachdem die Besatzungsbehörden ein Jahr zuvor bereits die Neugründung der Japan Airlines genehmigt hatten. Daraufhin äußerte auch ein Großteil der ab 1952 gegründeten Fluggesellschaften wie All Nippon Airways oder Tōa Domestic Airlines den Wunsch nach einem japanischen Passagierflugzeug.
Im Mai 1956 veröffentlichte das Wirtschaftsministerium aufgrund des fortgeschrittenen Alters der sich zu dieser Zeit noch im Einsatz befindlichen Flugzeuge vom Typ Nakajima L2D im Rahmen des ersten der japanischen Fünfjahrespläne ein „Konzept zur Entwicklung eines inländischen Schmalrumpfverkehrsflugzeugs“ (中型輸送機の国産化計画構想 Chūgata-yusō-ki no kokusan-ka keikaku-kōsō). Zeitgleich prüfte auch das Verkehrsministerium die Entwicklung eines Passagierflugzeugs, woraufhin per Kabinettsbeschluss entschieden wurde, dass das Verkehrsministerium für den Erwerb des Lufttüchtigkeitszeugnisses verantwortlich sei und das Wirtschaftsministerium die Produktion kontrollieren solle. Einhergehend mit diesem Beschluss war Shin-Meiwa Kōgyō das erste Unternehmen, das eine konkrete Realisierung dieses Projekts untersuchte. Angesichts dieser Entwicklungen wurde mit dem Haushaltsplan von 1957 ein Betrag von 35 Millionen ¥ zur Entwicklung eines solchen Flugzeuges zur Verfügung gestellt.
Im Mai 1957 gründete die Universität Tokio auf Drängen des Wirtschaftsministeriums und des Luftfahrt-Wirtschaftsverbands hin die Universitätsstiftung „Forschungsvereinigung zur Entwicklung eines Verkehrsflugzeugs“ (輸送機設計研究協会 Yusō-ki sekkei kenkyū-kyōkai). Daran beteiligten sich zur Verhinderung einer Monopolbildung zahlreiche Unternehmen wie u. a. Mitsubishi Heavy Industries (MHI), Kawasaki Heavy Industries (KHI), Fuji Heavy Industries (FHI), Shin-Meiwa Kōgyō, Nippon Hikōki und Shōwa Hikōki Kōgyō. Man einigte sich auf den Projektnamen „YS-11“ und stellte im Dezember 1958 ein Vorführmodell vor.

### Gründung

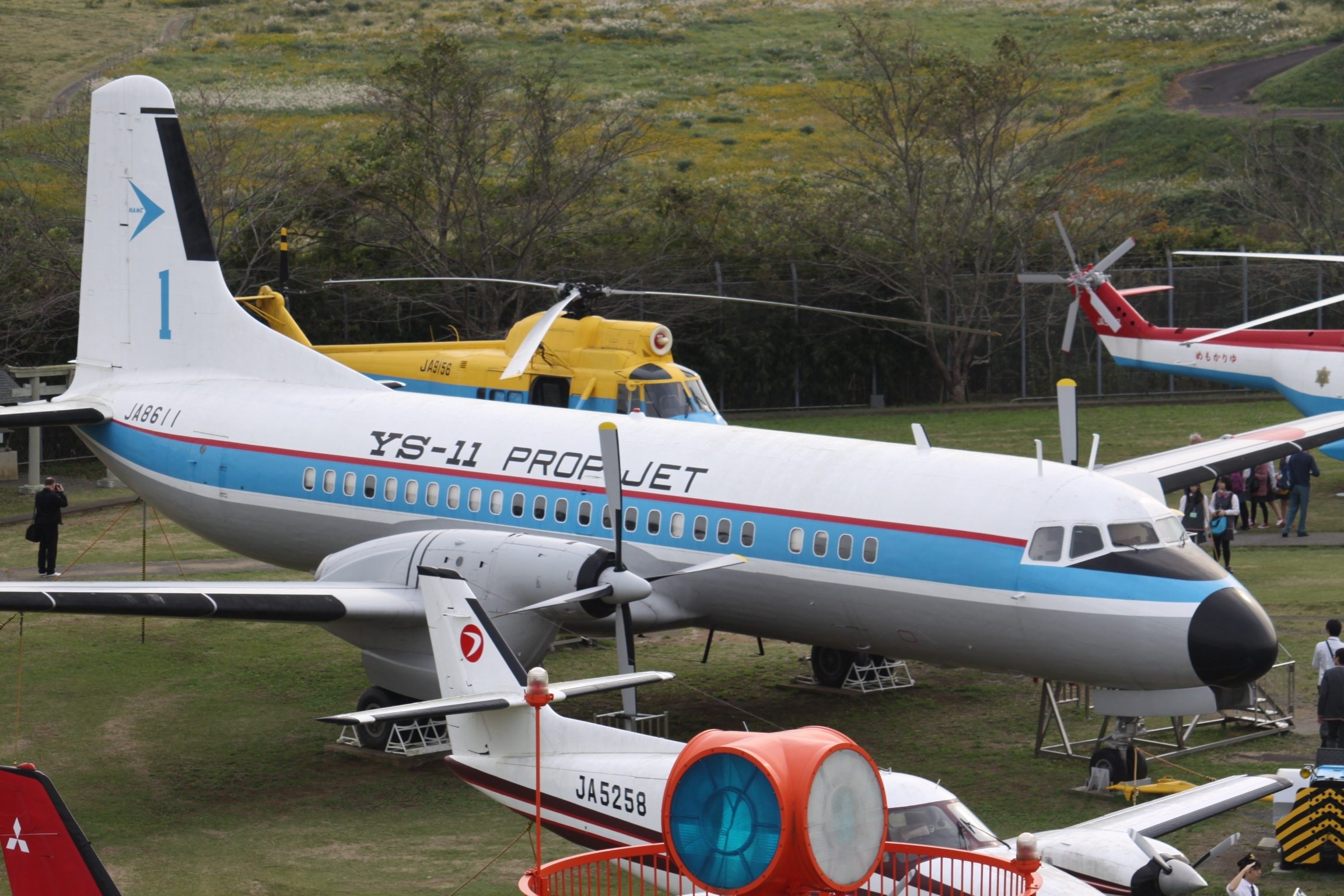
Der im Kōkū Kagaku Hakubutsukan ausgestellte Prototyp der NAMC YS-11

Am 1. Juni 1959 wurde die Stiftung aufgelöst und die öffentlich-rechtliche Aktiengesellschaft Nihon Kōkūki Seizō gegründet. Den Vorsitz hatte der damalige Vize-Chef von MHI, Shōda Taizō (荘田 泰蔵), inne; zum Leiter der Technikabteilung wurde Tōjō Teruo (東條 輝雄), der zweite Sohn des ehemaligen Premierministers Tōjō Hideki und ebenfalls MHI-Mitarbeiter, ernannt. Sehr erfahrene Flugzeugingenieure wie Jirō Horikoshi oder Doi Takeo lehnten eine Teilnahme an dem Projekt ab, nachdem sie bereits bei der Stiftung am grundlegenden Konzept mitgearbeitet hatten. Das Startkapital des Unternehmens betrug 500 Millionen ¥, davon stellten 300 Millionen ¥ der Staat und die restlichen 200 Millionen ¥ die beteiligten Unternehmen zur Verfügung.
Am 30. August 1962 startete ein Prototyp der YS-11 zu seinem Erstflug, woraufhin All Nippon Airways zwei Monate später als erste Fluggesellschaft 20 Exemplare bestellte. Jedoch traten Schwierigkeiten und Verzögerungen beim Erlangen der Musterzulassung auf, weshalb die Auslieferungen an die Fluggesellschaften mehrmals verschoben werden mussten. Im März 1965 konnte das erste Serienflugzeug schließlich in Dienst gestellt werden und mit dem Erwerb der Musterzulassung durch die US-amerikanische Luftfahrtaufsichtsbehörde im September des Jahres wurde die Entwicklungsphase abgeschlossen.
Als nächstes Projekt stellte NAMC 1966 das Konzept „C-X“ vor, das die alternden Flugzeuge vom Typ Curtiss C-46 der Luftselbstverteidigungsstreitkräfte ersetzen sollte. Die damaligen parlamentarischen Oppositionsparteien wie die Sozialistische Partei Japans kritisierten ein solches Vorgehen jedoch, da bei der Gründung von NAMC vereinbart worden sei, dass sich das Unternehmen auf die Produktion von zivilen Verkehrsflugzeugen beschränke. Daraufhin spalteten sich fünf Firmen von NAMC ab und entwickelten unter der Führung von KHI die Kawasaki C-1, welche 1973 in Dienst gestellt wurde.

### Auflösung

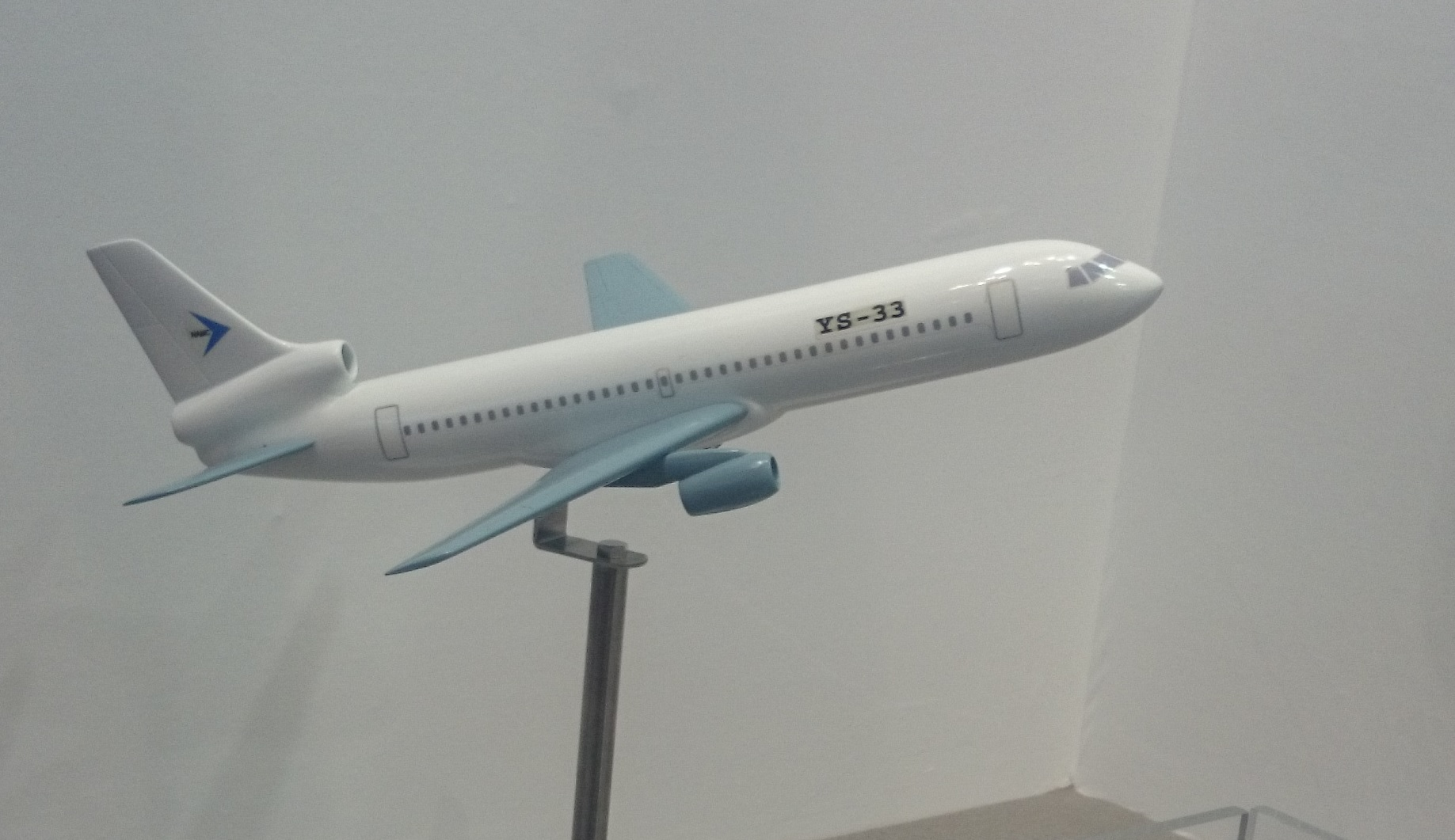
Ein Modell der geplanten NAMC YS-33

Da der Staat der Mehrheitsaktionär von NAMC und somit eng mit dem Unternehmen verbunden war, wurden viele höheren Positionen durch ehemalige Regierungsbeamte besetzt (Amakudari), weshalb die Verwaltungsstruktur allmählich unübersichtlicher wurde. Auch die Verkaufszahlen der YS-11 blieben unter den Erwartungen und das Projekt war folglich von Unwirtschaftlichkeit geplagt. Bereits 1966 schrieb das Unternehmen rote Zahlen und verlor in den Geschäftsjahren 1969 8 Milliarden ¥ und 1970 14,5 Milliarden ¥. Im April 1971 legte ein Untersuchungsausschuss des Luftfahrt-Wirtschaftsverbands einen Sanierungsplan vor, der u. a. eine Produktionseinstellung der YS-11 vorsah. Zur Überwindung der Krise plante NAMC zudem die Entwicklung einer düsengetriebenen Version der YS-11 mit der Bezeichnung „YS-11J“, eine Version mit STOL-Eigenschaften  „YS-11S“, eine verlängerte und düsengetriebene Version „YS-33“ für 106 bis 149 Passagiere sowie das Großraumflugzeug „YX“ für 150 bis 250 Passagiere. Aufgrund der finanziellen Schwierigkeiten wurde jedoch keines dieser Konzepte realisiert.
Im Mai 1973 wurde die Produktion der YS-11 mit der Fertigstellung des 182. Exemplars, das im Februar 1974 an die japanische Marine ausgeliefert wurde, schließlich eingestellt. Das Tätigkeitsfeld von NAMC beschränkte sich von diesem Zeitpunkt an auf die Wartung und Herstellung von Ersatzteilen der YS-11. Die von NAMC angefertigten Entwürfe für neue Flugzeuge übernahm das von MHI, KHI und FHI gegründete Konsortium „Forschungsbund zur Entwicklung eines japanischen zivilen Verkehrsflugzeugs“ (日本民間輸送機開発協会 Nihon minkan-yusō-ki kaihatsu-kyōkai), welches zusammen mit dem US-amerikanischen Flugzeughersteller Boeing zunächst die Boeing 7J7 und später die Boeing 767 entwarf.
Per Kabinettsbeschluss vom 28. Dezember 1981 wurde festgelegt, dass NAMC im Laufe des Jahres 1982 vollständig privatisiert werden solle. Folglich übernahm MHI das Unternehmen im September 1982; das Haushaltsdefizit lag zu diesem Zeitpunkt bei 36 Milliarden ¥. Am 23. März 1983 wurde NAMC per Kabinettsbeschluss endgültig aufgelöst und die Wartung der YS-11 von MHI übernommen.

## Beteiligte Unternehmen
| Name                        | Produktionsanteil |
| --------------------------- | ----------------- |
| Mitsubishi Heavy Industries | 54,2 %            |
| Kawasaki Heavy Industries   | 25,3 %            |
| Fuji Heavy Industries       | 10,3 %            |
| Nippon Kōkūki               | 04,9 %            |
| Shin-Meiwa Kōgyō            | 04,7 %            |
| Shōwa Hikōki Kōgyō          | 00,5 %            |
| Sumitomo Seimitsu Kōgyō     | 00,1 %            |

Darüber fungierten Sumitomo Kinzoku Kōgyō, Shimadzu, NEC Corporation, Toshiba, Mitsubishi Electric und Tōkyō Kōkū Keiki als Zulieferer.